# MacOS High Sierra
macOS High Sierra（版本 10.13）是蘋果公司Mac電腦系列產品的作業系統。這個版本專注於改善前一版macOS Sierra中的功能，包括「照片」、「郵件」及「Safari」等等。macOS High Sierra在2017年6月5日的WWDC2017發表。

## 系統需求
macOS High Sierra的系統需求與前一代是相同的。
- iMac：2009 年後或更新機型。
- MacBook 和 Macbook Retina 版：2009 年後或更新機型。
- MacBook Pro：2010 年中或更新機型。
- MacBook Air：2010 年末或更新機型。
- Mac Mini：2010 年後或更新機型。
- Mac Pro：2010 年後或更新機型。

## 版本特色
macOS High Sierra 新增及改善了以下功能：

### 系統功能

#### Apple 檔案系統
Apple 檔案系統（APFS、Apple File System） 在 macOS Sierra 就已經加入，不過仍是實驗性質。然而在 macOS High Sierra，APFS 已成為預設檔案系統，取代前一代的檔案格式 HFS+。

#### Metal 2
Metal 2 是 Metal 的更新版本。作為 Apple 的圖形資源庫，Metal 2 加入了 VR（虛擬實境）和機器學習功能。

#### 視訊編碼
macOS High Sierra 新增 HEVC（H.265）解碼對軟硬體的支援，然而只有配備 Intel Kaby Lake 系列處理器的 Mac 可以獲得 Main10 10 位元的硬體解碼支持；至於配備 Intel Skylake 處理器系列的 Mac 電腦則可獲得 8 位元的硬體解碼支持。

### App

#### 照片
照片 App 有全新的側邊欄，以及增強臉部辨識功能、新的「回憶」相簿分類和更多樣化的編輯工具等。使用者也可以在照片 App 裡直接開啟第三方相片編輯工具（如 Photoshop）進行修圖。

#### 郵件
新增「最佳搜尋結果」，並改善搜尋郵件的準確性。

#### Safari
新的 Safari 加入以下功能：
- 強化的「防追蹤」功能
- 阻止網頁影片自動播放
- 針對個別網頁設定是否開啟「閱讀器」及「內容阻擋器」
- 對個別網頁自動啟動「閱讀器」
- 耗電量改善

#### 備忘錄
可以置頂備忘錄、在備忘錄裡加入表格。

#### FaceTime
FaceTime可將視訊通話過程錄製成 Live Photo。

#### Spotlight
Spotlight強化可搜尋的範圍，如飛機航班等。

#### iCloud
可讓多人共享 iCloud 儲存空間，並使用 iCloud 連結分享任何檔案。

## 版本歷史
|  | 過往版本 |  | 目前版本 |

| 版本    | 組建編號        | 發佈日期       | Darwin版本 | 發行說明                    | 單獨下載      |
| ------- | --------------- | -------------- | ---------- | --------------------------- | ------------- |
| 10.13   | 17A365          | 2017年9月25日  | 17.0.0     | Mac App Store 發布 安全更新 | 不適用        |
| 10.13   | 17A405          | 2017年10月5日  | 17.0.0     | 安全更新                    | 補充更新      |
| 10.13.1 | 17B48           | 2017年10月31日 | 17.2.0     | 安全更新                    | 更新          |
| 10.13.1 | 17B1002 17B1003 | 2017年11月29日 | 17.2.0     | 安全更新                    | 安全更新      |
| 10.13.2 | 17C88 17C89     | 2017年12月6日  | 17.3.0     | 更新說明 安全更新           | 更新 組合更新 |
| 10.13.2 | 17C205 17C2205  | 2018年1月8日   | 17.3.0     | 安全更新                    | 補充更新      |
| 10.13.3 | 17D47 17D2047   | 2018年1月23日  | 17.4.0     | 更新說明 安全更新           | 更新 組合更新 |
| 10.13.3 | 17D102 17D2102  | 2018年2月19日  | 17.4.0     | 安全更新                    | 補充更新      |
| 10.13.4 | 17E199          | 2018年3月29日  | 17.5.0     | 更新說明 安全更新           | 更新 組合更新 |
| 10.13.4 | 17E202          | 2018年4月24日  | 17.5.0     | 安全更新                    |               |
| 10.13.5 | 17F77           | 2018年6月1日   | 17.6.0     | 更新說明 安全更新           | 更新 組合更新 |
| 10.13.6 | 17G65 17G2208   | 2018年7月9日   | 17.7.0     | 更新說明 安全更新           | 更新 組合更新 |
| 10.13.6 | 17G3025         | 2018年10月30日 | 17.7.0     | 安全更新                    | 補充更新      |
| 10.13.6 | 17G4015         | 2018年12月5日  | 17.7.0     | 安全更新                    | 補充更新      |